# .sz
.sz為斯威士蘭國家及地區頂級域（ccTLD）的域名。該域名於1993 年 7 月 19 日啟用。該域名由斯威士蘭大学負責管理。該域名只有斯威士蘭當地的機構或在當地的辦事處有資格申請使用。

## 外部連結
- IANA .sz whois information（页面存档备份，存于）
- .sz domain registration website